# 에이미 파프라스

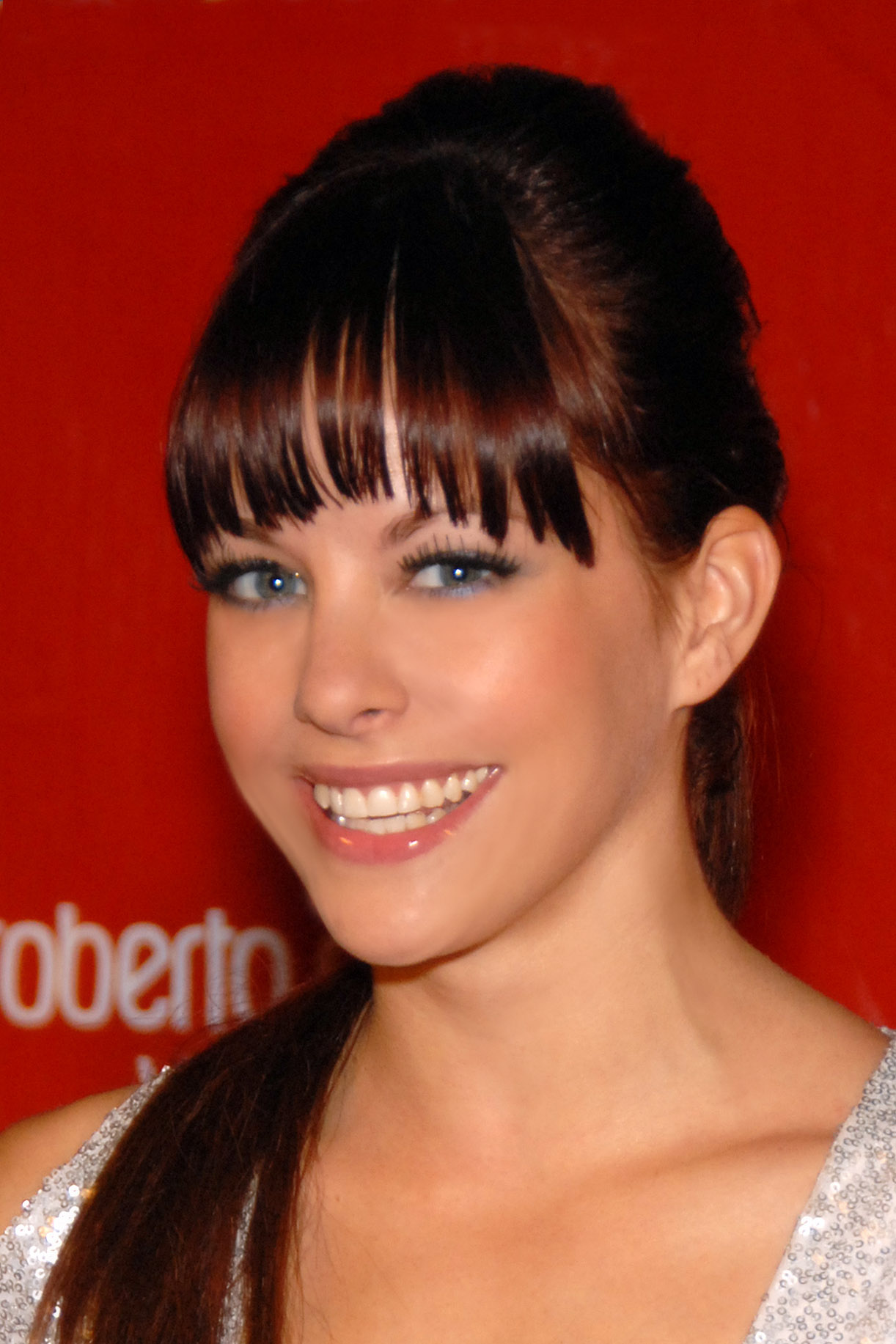

에이미 파프라스(Amy Paffrath, 1983년 7월 22일 ~ )는 미국의 배우이다.
세인트루이스에서 태어났다.

## 출연 작품
- 두 오버 (2016년)
- 딥워터 엘리게이터 (2016년)
- 덤벨스 (2014년) - 여경찰 역
- 더 퍼지:거리의 반란 (2014년) - 뉴스 캐스터2 역
- 진저데드 맨 Vs. 이블 봉 (2013년)
- 아이 키스드 어 뱀파이어 (2010, I Kissed a Vampire) - 루나 다크 역
- 디펜더스 : 유쾌한 변호사들 (2010년) - 리포터 역
- 함정과 진자 (2009년)
- 딥 인 더 밸리 (2009년)
- E! 뉴스 (1998년) - 본인/통신원 역